# Циліндр (фільм)
«Циліндр» (англ. «Top Hat») — американський художній фільм-мюзикл 1935 року режисера Марка Сендріча.

## Сюжет
Джеррі закохується в Дейла, але через дурне непорозуміння вона приймає його за чоловіка своєї подруги, тому підтримує своє почуття ворожості до останньої хвилини...

## У ролях
- Фред Астер -  Джеррі Треверс
- Джинджер Роджерс -  Дейл Тремон
- Едвард Еверетт Гортон -  Хорес Хардвік
- Ерік Родс -  Альберто Беддіні
- Ерік Блор -  Бейтс
- Хелен Бродерік -  Медж Хардвік

## Творча група
- Сценарій: Аллан Скотт, Дуайт Тейлор
- Режисер: Марк Сендріч
- Оператор: Девід Ейбл
- Композитор: Ірвінг Берлін, Макс Стайнер

## Критика
Фільм не проходить тест Бекдел.